# Distretto elettorale di Sibinda
Il distretto elettorale di Sibinda (o Sibbinda) è un distretto elettorale della Namibia situato nella regione dello Zambesi con 10.182 abitanti al censimento del 2011. Il capoluogo è la città di Sibinda.